# Карл Эдцард
Ка́рл Э́дцард (нем. Carl Edzard, в.-фриз. Karel Edzard; 18 июня 1716, Аурих, княжество Остфрисланд — 25 мая 1744, там же) — князь Остфрисланда с 12 июня 1734 года по 25 мая 1744 года; последний правитель княжества из дома Кирксена.

## Биография

### Ранние годы
Карл Эдцард родился в замке в Аурихе 18 июня 1716 года. Он был четвёртым и единственным выжившим ребёнком Георга Альбрехта, князя Восточной Фризии, и его первой супруги Кристины Луизы Нассау-Идштейнской, дочери князя Георга Августа Нассау-Идштейнского. Отец, напуганный смертью предыдущих детей и возможностью пресечения главной линии дома, воспитывал его в атмосфере строгой религиозности. День принца проходил по расписанию. Особое внимание, кроме религиозного и гуманитарного образования, включавшего римское право, средневековую историю и французский язык, уделялось физической культуре.
В 1726 году отец присвоил Карлу Эдцарду звание полковника и назначил командиром княжеской милиции, однако принца не обучали военной стратегии. Отчасти в этом была виновата ранняя смерть его отца, и также то, что он не успел побывать при дворах европейских монархий. Передвижения Карла Эдцарда ограничивались между двором в Аурихе, охотничьим домиком в Зандхорсте и замком в Беруме. Он так и не посетил Эмден, самый большой город в своем княжестве, удовлетворившись панорамным просмотром издалека.

### Брак и правление
В последние годы жизни отец принца тяжело болел. Чтобы обеспечить продолжение династии, восемнадцатилетнего Карла Эдцарда спешно женили на шестнадцатилетней Вильгельмине Софии Бранденбург-Байрейтской (1714—1749), дочери Генриха Фридриха Карла, маркграфа Бранденбург-Байрейта. Невеста приходилась племянницей Софии Каролине Бранденбург-Кульмбахской, мачехе принца. Свадебные торжества состоялись в замке Берум 25 мая 1734 года.
В браке у супругов родилась дочь, принцесса Елизавета София Магдалина Остфрисландская (5.12.1740 — 14.6.1742), которая умерла в младенческом возрасте.
Через три недели после свадьбы Карла Эдцарда от инсульта умер его отец, и он стал новым князем Остфрисланда. Юный правитель оказался не достаточно подготовленным к управлению феодом. При нём снова обострились отношения правившей династии с частью общин во главе с Эмденом, которые отказались платить дому Кирксена налоги.

### Обстоятельства смерти
16 мая 1744 года, через четыре дня после того, как у его супруги случился выкидыш, и таким образом, надежды на наследника и преемника улетучились, Карл Эдцард отправился пешком в свою летнюю резиденцию, охотничий замок Вильгельмина в Сандхорсте, где Вильгельмина София ждала его. Там он попросил у жены стакан пахты, и выпив его, почувствовал себя плохо. В последующие дни болезнь все больше и больше усугублялась. 24 мая лечащий врач назвал состояние князя тревожным, но 25 мая выразил надежду на улучшение — которая тем не менее была разрушена: Карл Эдцард умер в тот же день, между 23 и 24 часами.  Был ли он отравлен или умер естественной смертью, выяснить так и не удалось.
Не оставив наследников, он, таким образом, стал последним суверенным князем Остфрисланда. Княжество Остфрисланд было аннексировано Королевством Пруссия. 14 марта 1744 году король Фридрих Великий заключил с общинами Эмденскую конвенцию, после чего его армия заняла территорию княжества и с общин были собраны все налоги.